# Aleksander Kaszuba
Aleksander Edward Kaszuba (ur. 15 października 1923 w Białymstoku, zm. 3 października 2015 w Toronto) – polski więzień KL Stutthof, autor wspomnień z obozu i czasów okupacji.

## Życiorys
Razem z rodzicami i bratem przyjechał do Gdyni w roku 1932. W dniu, kiedy wybuchła druga wojna światowa, był harcerzem i uczniem szkoły średniej. We wrześniu 1939 roku pełnił służbę pomocniczą w straży pożarnej. Po wkroczeniu Niemców do miasta został aresztowany, a następnie jako niepełnoletni zwolniony. W 1940 roku Arbeitsamt skierował go do przymusowych prac rolniczych w niemieckim gospodarstwie na Żuławach, skąd uciekł. W październiku 1942 roku w wyniku denuncjacji wśród członków Szarych Szeregów i Związku Walki Zbrojnej – Armii Krajowej w Gdyni został aresztowany. Trafił jako więzień policyjny, później polityczny, do obozu koncentracyjnego Stutthof, w którym przebywał do 25 kwietnia 1945 roku – w tym dniu ogłoszono ewakuację ostatnich pozostałych przy życiu więźniów drogą morską. Wolność odzyskał 22 maja 1945 roku w Lubece, skąd wyjechał, dzięki zorganizowanej pomocy medycznej przez Szwedzki Czerwony Krzyż dla ocalałych więźniów z obozów koncentracyjnych, do Szwecji. Ożenił się w roku 1950 z Ireną (z d. Aleksandrowicz). W 1951 roku z powodów politycznych wyemigrował do Kanady, gdzie przez czterdzieści prowadził własny biznes. Zmarł w roku 2015.